# 愛すること
「愛すること」（あいすること）は、辛島美登里のシングル。1995年8月2日発売。発売元は東芝EMI。

## 解説
1995年に東芝EMI（現・EMIミュージック・ジャパン）に移籍した辛島の第3弾シングルとしてリリースされた本曲は、NHKドラマ新銀河「ラスト・ラブ」の主題歌として使われた。辛島もドラマ「ラスト・ラブ」劇中にて本曲を弾き語るシンガー役として出演している。
また、本曲にて第37回日本レコード大賞作詞賞を受賞した。
2020年には森恵がカバーアルバム『COVERS2 Grace of The Guitar+』にてカバーした。
　リリース当時とその後ではジャケット写真が異なっている。

## 収録曲
1. 愛すること
  - 作詞・作曲：辛島美登里、編曲：大村雅朗
2. 明日へのターン
  - 作詞・作曲：辛島美登里、編曲：大村雅朗
3. 愛すること（Original Karaoke）